# Scandinavian Center Aarhus
Scandinavian Center Aarhus er et større bygningskompleks i det centrale Aarhus, beliggende nær ved Musikhuset og Rådhusparken. 
Bygningen indeholder butikker, Radisson Blu Hotel Aarhus med 234 værelser, kongrescenter med plads til 4000 i den store kongressal, Fitness World-center, Ortopædisk Privat Hospital Århus
og erhverv. Det samlede areal er på 75.000 m², og byggesummen var i 1995 på 750 millioner kr. Bygningen er domineret af en overdækket glasbue over en 150 m lang gade med rulletrapper. Centret rummer desuden 1100 P-pladser.
Centret er et af de relativt få monumentale bygninger, som blev opført i Aarhus fra midt-80'erne frem mod årtusindskiftet. Det er tegnet af Friis & Moltke og opført 1992-1995. Ligesom med Musikhuset Aarhus var borgmester Thorkild Simonsen en stærk drivkraft bag. Imidlertid viste det sig svært at få liv i bygningen, der længe stod halvtom. 
Bygningen er på 11 etager og er 43 m høj.
Visionen var oprindeligt et eksklusivt shoppingcenter med et 150 meter langt strøg under glastag. Der skulle føres spor fra godsbanearealet helt op til centeret, så det fik sin egen station. Centeret rummer i dag dog meget få butikker og er primært præget af erhverv.  Perron og station er aldrig blevet til noget, og området, der skulle være perron, er i dag parkeringsplads. 
Der blev dog opsat master med et komplet sæt køreledninger til elektrisk togdrift fra hovedbanegården og en halv kilometer mod syd ind under Frederiks Bro. Disse har aldrig været taget i brug.